# Wing War
Wing War je arkádový letecký simulátor z roku 1994, který pro Sega Model 1 vyvinul Sega AM2. Cílem hry je sestřelit nepřítele.
Ve hře je osm misí (vzdušných soubojů), z toho čtyři z doby druhé světové války, dva moderní vzdušné souboje a dva souboje útočných helikoptér.

## Obsažené stroje
- AH-64 Apache
- AV-8A Harrier
- Fokker Dr.I
- Kamov Ka-50 Werewolf
- Micubiši A6M Zero
- P-38 Lightning
- P-51 Mustang
- Jakovlev Jak-141